# Цепёл (посёлок)
Цепёл — посёлок в Красновишерском районе Пермского края. Входит в состав Верх-Язьвинского сельского поселения.

## Географическое положение
Расположен на правом берегу реки Язьва при впадении в неё реки Цепёл, примерно в 7 км к северо-западу от центра поселения, села Верх-Язьва, и в 38 км к юго-востоку от районного центра, города Красновишерск.

## Население
| 2010 |
| ---- |
| 353  |

## Улицы[2]
- Ленина ул.
- Лесная ул.
- Набережная ул.
- Новая ул.
- Октябрьская ул.
- Первомайская ул.
- Студенческая ул.
- Школьная ул.

## Топографические карты
- Лист карты P-40-139,140 Северный  Колчим. Масштаб: 1 : 100 000. Состояние местности на 1982 год. Издание 1987 г.